# Ring jezici
Ring jezici (ring road jezici; ime dolazi po kamerunskom neasfaltiranom magistralnom putu poznatom prema svom kružnom obliku kao ring road, koja spaja sva glavna sela i naselja u jezično šarolikom području provincije Northwest.) grupa od (17) Narrow Grassfields jezika u Kamerunu obuhvaćenih u 4 uže podskupine. Po novijoj klasifikaciji jezici podskupine sjever, preimenovana je u južnu podskupinu. Predstavljaju je:
a). centar/Center (7): babanki, bum, kom, kuk, kung, mmen, oku;
b) istok/East (1): lamnso';
c). jug/south (prije: sjever/North) (4): bamunka, kenswei nsei, vengo, wushi;
d) zapad/West (5): aghem, isu, laimbue, weh, zhoa;

## Vanjske poveznice
- Ethnologue (14th)